# Cascades Agaya Gangai
Les cascades Agaya Gangai (del tàmil, ஆகாயகங்கை அருவி; Ganges del Cel) són unes cascades que es troben a les muntanyes de Kol·li Malaii, a la costa oriental de l'Índia. Són unes cascades de 91 m d'alçaria del riu Aiyaru que es troben en una vall de muntanya, prop del temple d'Arapaleeswarar, a la part alta de Kol·li Malaii, al districte de Namakkal, Tamil Nadu. Les coves de Korakka Siddhar i Kalaanginatha Siddhar es troben a prop de les cascades Agaya Gangai, enmig d'un bosc proper.